# خوسيه ماريا بلانكو كرسبو
خوسيه ماريا بلانكو كرسبو (بالإسبانية: José María Blanco Crespo "Blanco White")‏ وعرف أيضا ببلانكو وايت، كاتب ومفكر وعالم في دراسة الإلهيات وصحفي إسباني، وُلد في إشبيلية في إسبانيا في 11 يونيو 1775. وينحدر بلانكو من عائلة إيرلندية. درس مع الرهبنة الدومينيكانية. هو ابن التجار جييرمو بلانكو وايت، نائب القنصل الإنجليزي في إشبيلة أبان حكم فرناندو السادس، وماريا خيرترودس كرسبو. كانت أمه متدينة جدا وكانت ترشد بناتها إلى الآخرة، حيث المثوى الأخير، فيما ترشد ابنها إلى الكهنوت. وتوفي في ليفربول في 20 مايو 1841 .

## وصلات خارجية
- خوسيه ماريا بلانكو كرسبو على موقع الموسوعة البريطانية (الإنجليزية)